# Соломонов, Никита Гаврилович
Никита Гаврилович Соломонов (27 сентября 1929 — 10 февраля 2024) — советский и российский биолог, специалист в области экологии и экологической физиологии животных, член-корреспондент АН СССР (1990), член-корреспондент РАН (1991).

## Биография
Родился 27 сентября 1929 года в дер. Батамайы Кытыла 4-го Мальжагарского наслега Хангаласского улуса Якутской АССР.
В 1954 году окончил естественный факультет Якутского государственного педагогического института.
С 1954 по 1974 год работал в Якутском государственном университете, пройдя путь от ассистента до заведующего кафедрой зоологии и декана биолого-географического факультета.
В 1961 году защитил кандидатскую диссертацию на тему «Экология водяной полевки в Центральной Якутии».
В 1972 году защитил докторскую диссертацию на тему: «Опыт изучения популяционной экологии грызунов и зайца-беляка в Якутии».
В 1973 году присвоено учёное звание профессора.
С 1973 года работал в Сибирском отделении АН СССР (СО РАН):
- 1976—1980 годы — заведующий лабораторией экологической физиологии животных (1973—1984), заместитель директора по науке Института биологии Якутского филиала (ЯФ) СО АН СССР (сейчас это — Институт биологических проблем криолитозоны СО РАН);
- 1980—1986 годы — заместитель председателя Президиума ЯФ СО АН СССР;
- 1986—1997 годы — директор Института биологии СО АН СССР / РАН;
- с 1997 года — советник РАН[1].

В 1990 году был избран членом-корреспондентом АН СССР, а в 1991 году стал членом-корреспондентом РАН.
Умер 10 февраля 2024 года.

## Научная и общественная деятельность
Проводил исследования по выявлению региональных особенностей популяционной экологии массовых видов млекопитающих Центральной Якутии, динамики численности важнейших видов промысловых животных.
Под его руководством подготовлена и издана «Красная книга ЯАССР» (1987).
Совместно с зарубежными партнёрами проводил работы по изучению экологии и миграций уникальных птиц Севера — стерха и очковой гаги.
Автор более 280 научных работ, в том числе 7 монографий.
Под его руководством защищены 25 кандидатских и 16 докторских диссертации.
Член научных советов, комиссий и редколлегий академических журналов. Главный редактор журнала АН РС(Я) «Наука и образование».
Под его руководством подготовлена и издана «Красная книга ЯАССР».

### Основные труды[1]
- Ондатра и её промысел в Якутии. — Якутск, 1967. — 66 с.
- Животный мир Якутии: (Птицы и млекопитающие). — Якутск, 1975. — 184 с.
- Полиморфизм белков крови сельскохозяйственных животных Якутии. — Новосибирск, 1977. — 142 с. (в соавт.)
- Акклиматизация яка в Якутии. — Новосибирск, 1980. — 103 с. (в соавт.)
- Экология водяной полевки в Якутии. — Новосибирск, 1980. — 136 с.
- Беседы об охране природы. — Якутск, 1987. — 176 с.

## Награды
- Орден Трудового Красного Знамени (1982)[1]
- Медаль «За трудовую доблесть» (1974)[1]
- Заслуженный деятель науки РСФСР (1990)[1]
- Медаль «В ознаменование 100-летия со дня рождения Владимира Ильича Ленина» (1970)[1]
- Медаль «За доблестный труд в Великой Отечественной войне 1941—1945 гг.»[1]
- Почётный знак «За отличные успехи в области высшего образования СССР»[2]
- Заслуженный деятель науки Сибирского отделения РАН (23 сентября 2019) — за значительный вклад в изучение проблем аутэкологии, популяционной экологии и эколого-физиологической адаптации животных, структуры и функционирования северных экосистем, охраны окружающей среды Крайнего Севера
- Лауреат Государственной премии Республики Саха (Якутия) в области науки и техники (2003)[1]
- Заслуженный деятель науки Якутской АССР (1979)[1]
- Почётный гражданин Республики Саха (Якутия) (2006)[1]